# Иван Чорапчиев
Иван Петров Чорапчиев е български общественик, участник в църковно-националните борби.

## Биография
Роден е в град Копривщица. Учи в Пловдив при Йоаким Груев. През 1864 г. става учител по френски език в Русе. Предишната година издава учебник по френски език в Букурещ, както и турско-български буквар. Заедно със Стоил Д. Попов са преводачи на българската част на в-к „Дунав“ – официоз на Османската империя излизащ в Русе. (Според някои те са били и редактори там, но това мнение е спорно).
От 1871 г. е председател на читалище „Зора“ в Русе. Бил е и председател на просветното дружество „Дунав“. През 1890 г. е сред основателите на първото българско застрахователно дружество „България“, а между 1890 и 1903 г. негов заместник-председател.
В град Русе Иван Чорапчиев поддържа близки връзки с Ангел Кънчев. Получила възможност да стане забележима, неговата домашна прислужница започва да твърди, че е присъствала на скандал между двамата, при който Кънчев изгаря някакви документи. След трагичната му смърт тя започва да разпространява упорито слухове, че Иван Чорапчиев го е предал на турските власти. Според Захари Стоянов, „Ангел бил на гости у благодетеля си [Иван Чорапчиев], който, възползуван от съня на Ангела, започнал да му вади куршумите от револвера. Ангел се събудил и взел револвера от ръцете му, но само с два куршума, които той не прегледал. Ето защо, когато той се обърнал да гърми на заптиите, не му хвана револверът.“